# Секс і місто (книга)
«Секс і місто» (англ. Sex and the City) — збірка есеїв Кендес Бушнелл (англ. Candace Bushnell) про життя її друзів та її самої. Книга вперше видана у 1997 році, потім, після успіху телесеріалу та фільмів на її основі, кілька разів перевидавалася.

## Журнальні колонки
Антологія есеїв засновані на колонках (авторських замітках) Кендас Бушнелл у журналі «Нью-Йорк Обсервер» (англ. The New York Observer), які вона почала писати в 1994 році. Спочатку героїня заміток носила ім'я самої авторки, яке пізніше було замінене на вигадане — Кері Бредшоу (англ. Carrie Bradshaw), з такими ж ініціалами.

## Екранізації
- Телевізійний серіал «Секс і місто» каналу HBO (1998—2004)
- Художній фільм «Секс і місто» (травень 2008)
- Художній фільм «Секс і місто 2» (травень 2010)

Серіал та обидва фільми зняті Дарреном Старом та Майклом Патріком Кінгом за участю письменниці Кендас Бушнелл та виконавиці головної ролі Сари Джесіки Паркер.

## Приквели
Кендас Бушнелл — авторка двох романів-приквелів «Сексу і міста» — «Щоденники Керрі» (англ. The Carrie Diaries) 2010 року та «Літо і місто» (англ. Summer and the City) 2011 року, які були покладені в основу телесеріалу «Щоденники Керрі» каналу CW (2013—2014, у головній ролі — Анна-Софія Робб).